# Протести в Казахстан (2022)
Протестите в Казахстан (на казахски: Қазақстандағы наразылық шаралары; Qazaqstandağy narazylyq şaralary) започват на 2 януари 2022 г. след внезапно рязко увеличение на цените на втечнения газ, което според президента на Казахстан Касъм-Жомарт Токаев е причинено от прехода от 1 януари 2022 г. към изцяло пазарно ценообразуване на втечнен газ чрез електронни търговски платформи и борси, в същото време основен обвиняем е Министерството на енергетиката на Казахстан, както и най-големите компании за доставка на газ – „Казмунайгаз“ и „Казахгаз“.
Протестите започват в петролния град Жанаозен, но бързо се разпространяват и в други градове: Алмати, Актау, Актобе, Караганда, Нур Султан, Шимкент, Кокшетау и Уралск. В някои градове протестите се превръщат в масови безредици. Протестиращите преминават от икономически към политически искания – за оставката на правителството, оставката на президента Токаев, свалянето на имунитета и премахване от политиката на 81-годишния първи президент на страната Нурсултан Назарбаев, който към този момент от на началото на протестите заема постовете на председател на Съвета за сигурност на Казахстан и член на Конституционния съвет на Казахстан.
По време на протестите загиват 206 души, а 9900 са арестувани.